# 1955
1955 (MCMLV) je bilo navadno leto, ki se je po gregorijanskem koledarju začelo na soboto.

## Dogodki
- 28. januar - ameriški kongres avtorizira predsedniku Eisenhowerju uporabo sile za obrambo Tajvana pred Kitajsko.
- 4. februar - Iran, Irak, Pakistan, Turčija in Združeno kraljestvo podpišejo Bagdadski pakt o vojaškem sodelovanju.
- 10. februar - sile Kuomintanga se s pomočjo ameriške flote umaknejo na Tajvan.
- 5. april - Winston Churchill odstopi s položaja predsednika vlade Združenega kraljestva.
- 11. april - neuspešen poskus atentata na kitajskega voditelja Ču En Laja.
- 18. - 24. april - v indoneziji poteka Bandunška konferenca voditeljev azijskih in afriških držav.
- 5. maj - Zahodna Nemčija postane »popolnoma suverena« država.
- 14. maj - osem komunističnih držav, vključno s Sovjetsko zvezo, podpiše Varšavski pakt.
- 15. maj - podpisana je Avstrijska državna pogodba, s katero Avstrija ponovno pridobi suverenost (v veljavo stopi 27. julija).
- 25. maj - britanska alpinista Joe Brown in George Band kot prva človeka osvojita Kangčendzengo.
- 11. junij - v hudi nesreči na dirki 24 ur Le Mansa umre 83 gledalcev, več kot 100 je ranjenih.
- 18. julij - v Anaheimu (Kalifornija, ZDA) je odprt zabaviščni park Disneyland.
- 28. julij - v francoskem mestu Tours poteka prva konferenca govorcev interlingue.
- 25. avgust - zadnje sovjetske sile zapustijo Avstrijo.
- 27. avgust - v Londonu izide prva izdaja Guinnessove knjige rekordov.
- 21. september - konec vladavine Juana Peróna v Argentini.
- 20. oktober - Cardiff postane prestolnica Walesa.
- 26. oktober - Ngo Dinh Diem proglasi Vietnam za republiko, sebe pa za njenega predsednika.
- 29. oktober - v eksploziji sovjetske vojne ladje Novorosijsk v sevastopolskem pristanišču umre 608 mornarjev.
- 1. december - Rosa Parks je aretirana, ker ni hotela odstopiti sedeža na avtobusu belcu. Dogodek sproži bojkot avtobusnega prometa v kraju Montgomery, Alabama (ZDA), kar velja za začetek ameriškega gibanja za državljanske pravice.
- 8. december - Svet Evrope sprejme še danes veljavno evropsko zastavo s krogom 12 zlatih zvezd na modri podlagi.
- 14. december - Albanija, Avstrija, Bolgarija, Finska, Irska, Italija, Jordanija, Kambodža, Laos, Libija, Madžarska, Nepal, Portugalska, Romunija, Španija in Šri Lanka postanejo članice Organizacije združenih narodov.
- 31. december - General Motors postane prvo ameriško podjetje, ki je ustvarilo več kot milijardo ameriških dolarjev dobička v enem letu.

## Rojstva
- 6. januar - Rowan Atkinson, angleški filmski, gledališki in televizijski igralec
- 28. januar - Nicolas Sarkozy, francoski politik, predsednik Francije
- 12. januar - Johnny Clarke, jamajški pevec reggaeja, glasbenik
- 18. januar - Kevin Costner, ameriški filmski igralec, producent in režiser
- 2. februar - Leszek Engelking, poljski pisatelj
- 8. februar - John Grisham, ameriški pisatelj
- 24. februar
  - Alain Prost, francoski dirkač Formule 1
  - Steve Jobs, ameriški računalnikar in poslovnež († 2011)
- 11. marec - Nina Hagen, nemška pevka
- 12. marec - Izidor Pečovnik - Dori, slovenski rimokatoliški duhovnik
- 19. marec - Bruce Willis, ameriški filmski igralec
- 23. marec - Moses Eugene Malone, ameriški košarkar
- 15. april - Dodi Al Fajed, egipčanski poslovnež († 1997)
- 10. maj - Mark David Chapman, atentator Johna Lennona
- 8. junij - Sir Tim Berners-Lee, britanski računalnikar
- 15. junij - Jean-Marie Speich, francoski rimokatoliški duhovnik, apostolski nuncij v Sloveniji
- 27. junij - Peter Lovšin, slovenski glasbenik
- 30. junij - Egils Levits, latvijski politik in predsednik države
- 5. julij - Mia Couto, mozambiški pisatelj in biolog
- 8. julij - Jožef Horvat, slovenski politik in fizik
- 10. julij - Arne Hodalič, slovenski fotograf, popotnik, novinar, potapljač in jamar
- 7. avgust - Vladimir Sorokin, ruski pisatelj
- 29. avgust - Desa Muck, slovenska igralka, televizijska voditeljica, publicistka in pisateljica
- 31. avgust - Edwin Moses, ameriški atlet
- 7. september - Mira Furlan, ameriško-hrvaška igralka († 2021)
- 12. oktober - Ante Gotovina, hrvaški general
- 15. oktober - Tanya Roberts, ameriška igralka in producentka († 2021)
- 28. oktober - Bill Gates, ameriški programer, poslovnež
- 2. november - Peter Bossman, slovenski zdravnik in politik ganskega rodu
- 21. november - Cedric Bryan Maxwell, ameriški košarkar
- 22. november - Milan Bandič, hrvaški politik in župan Zagreba († 2021)
- 26. november - Jelko Kacin, slovenski politik
- 28. november - Igor Bavčar, slovenski politik
- 30. november - Billy Idol, angleški rock glasbenik
- 15. december - Vinko Gorenak, slovenski politik
- 23. december - Carol Ann Duffy, angleška pesnica
- 27. december - Brane Klavžar, slovenski harmonikar, skladatelj in besedilopisec

## Smrti
- 11. januar - Rodolfo Graziani, italijanski častnik in politik (* 1882)
- 6. februar - France Kotnik, slovenski etnolog, literarni zgodovinar in publicist (* 1882)
- 23. februar - Paul Claudel, francoski pesnik, diplomat (* 1868)
- 11. marec - Alexander Fleming, škotski biolog in farmakolog, nobelovec (* 1881)
- 2. april - France Kotnik, slovenski zdravnik ginekolog in porodničar (* 1900)
- 10. april - Teilhard de Chardin, francoski paleontolog, filozof (* 1881)
- 17. april - Albert Einstein, švicarsko-ameriški fizik in matematik, nobelovec (* 1879)
- 26. maj - Alberto Ascari, italijanski dirkač Formule 1 (* 1918)
- 12. julij - Ivan Albreht, slovenski pesnik, pisatelj (* 1893)
- 12. avgust - Thomas Mann, nemški pisatelj, nobelovec (* 1875)
- 30. september - James Dean, ameriški filmski igralec (* 1931)
- 18. oktober - José Ortega y Gasset, španski filozof in pisatelj (* 1883)
- 1. november - Dale Carnegie, ameriški pisatelj in motivacijski govornik (* 1888)
- 11. november - Josip Štolcer-Slavenski, hrvaški skladatelj (* 1896)
- 27. november - Arthur Honegger, švicarski skladatelj (* 1892)
- 8. december - Hermann Weyl, nemško-ameriški matematik (* 1885)

## Nobelove nagrade
- Fizika - Willis Eugene Lamb, Polykarp Kusch
- Kemija - Vincent du Vigneaud
- Fiziologija ali medicina - Axel Hugo Theodor Theorell
- Književnost - Halldór Kiljan Laxness
- Mir - ni bila podeljena